# 이라크의 코로나19 범유행

다음은 이라크의 코로나19 범유행 현황에 대한 설명이다.
현재 진행 중인 전세계적인 대유행은 2020년 2월에 처음으로 이라크에 퍼진 것으로 확인되었다. 3월 27일 현재 19개 이라크 주지사 모두에서 사례가 확인되었으며, 4월 8일 현재 이라크 쿠르디스탄 지역이 309건(26%)을 차지하고 있다. 대유행 기간 동안 이라크는 2020년 2월 22일 나자프에서 처음으로 SARS-CoV-2 감염 사례가 확인되었다고 보고했다. 4월까지 바그다드주, 바스라주, 술라이마니야주, 아르빌주, 나자프주에서 확인된 환자 수가 100명을 넘어섰다.
지난 4월 7일 현재 이라크 전체(쿠르드 자치구 포함)에서 2만8414건의 검사가 실시됐으며 이 중 1202건이 양성반응을 보이고 있다. 이 중 쿠르드 보건부는 1만2143건을 검사했는데, 이는 이라크 보건부가 1만6271건만 검사한 셈이다. 이는 KRG 인구의 0.25%가 테스트되었지만 나머지 국가의 0.05%만이 테스트되었다는 것을 의미하며, 따라서 해당 지역의 총 양성 환자 수와 나머지 국가 간의 차이가 발생할 수 있음을 강조한다. 이라크는 전쟁과 유엔의 제재, 종파간 충돌, 지난 30년 동안 이슬람 국가의 부상 등으로 인해 특히 전염병에 취약하다고 여겨진다.

## 배경
이라크에서는 질병이 오명을 쓰고 있으며, 이로 인해 많은 이라크인들이 의료 서비스를 찾고 검사를 받지 못하게 되어, 환자 수가 줄어들 수 있다는 우려가 있다. 검역에는 추가적인 오명이 따른다. 게다가, 당국은 사후에 시신을 씻는 전통이 COVID-19의 확산을 증가시킬 수 있다고 우려하고 있다.

## 같이 보기
- 아시아의 코로나19 범유행